# Eiercreme
Mit Eiercreme (auch Eierkrem) beschreibt man in der Küche verschiedene Zubereitungen mit Eiern, wenn die namens- und geschmacksgebende Zutat in einer sensorisch deutlich wahrnehmbaren Menge enthalten ist, zum Beispiel in Buttercreme oder in Füllungen wie für die Eierschecke. Laut den Leitsätzen des Deutschen Lebensmittelbuchs für feine Backwaren müssen Eiercremes mindestens 15 Prozent Vollei enthalten.
Der englische Küchenbegriff Custard kann je nach Zubereitung sowohl einen Vanillepudding (Milch und Eier) als auch ein Flammeri (Milch und Maisstärke) beschreiben.
Als Eiercreme werden auch herzhafte Zubereitungen der kalten Küche bezeichnet, beispielsweise für gefüllte Eier.

Nach der Spirituosenverordnung darf für Eierlikör die Bezeichnung Eiercreme gewählt werden, wenn er einen Mindestzuckergehalt von 250 g/l aufweist.

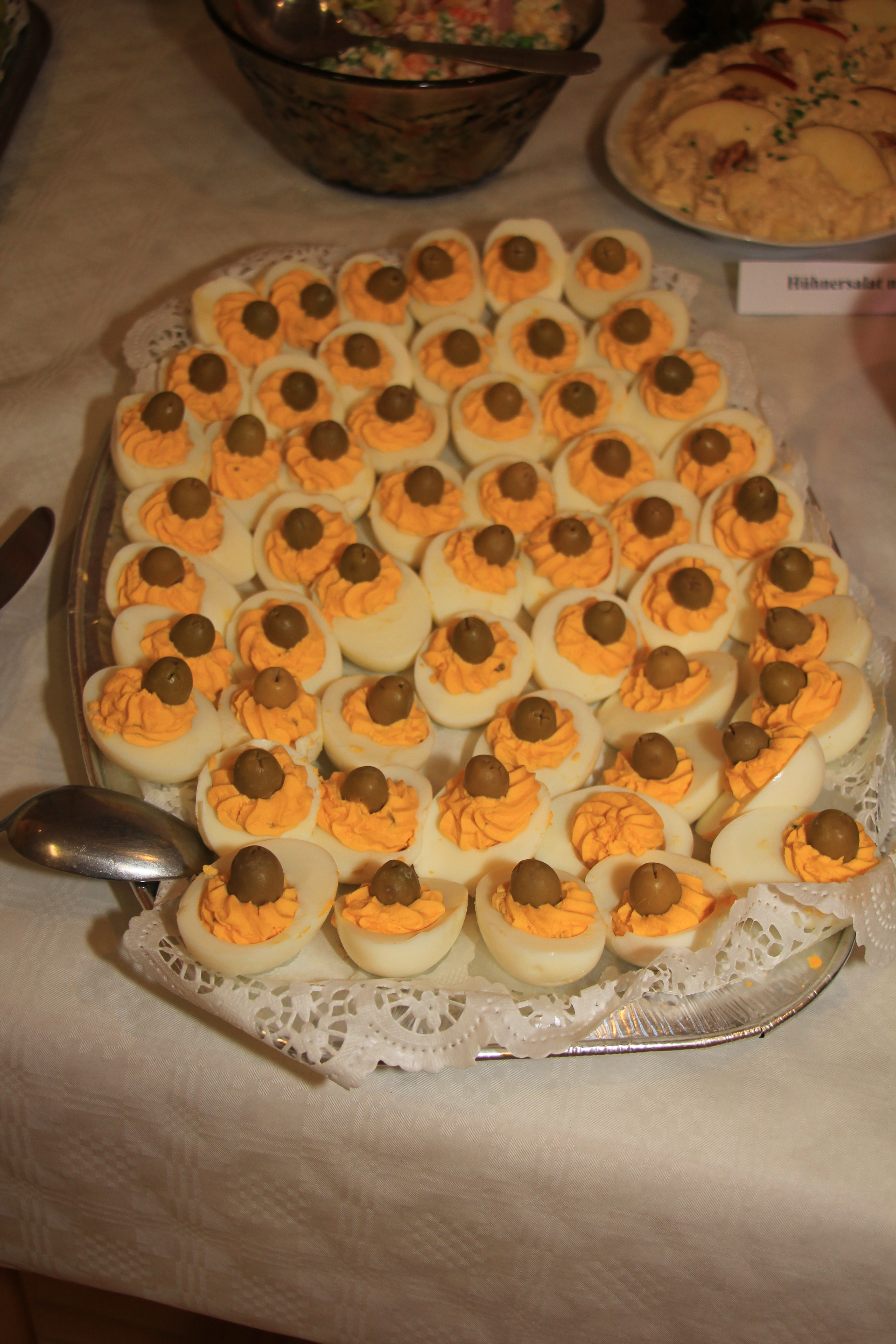
Gefüllte Eier
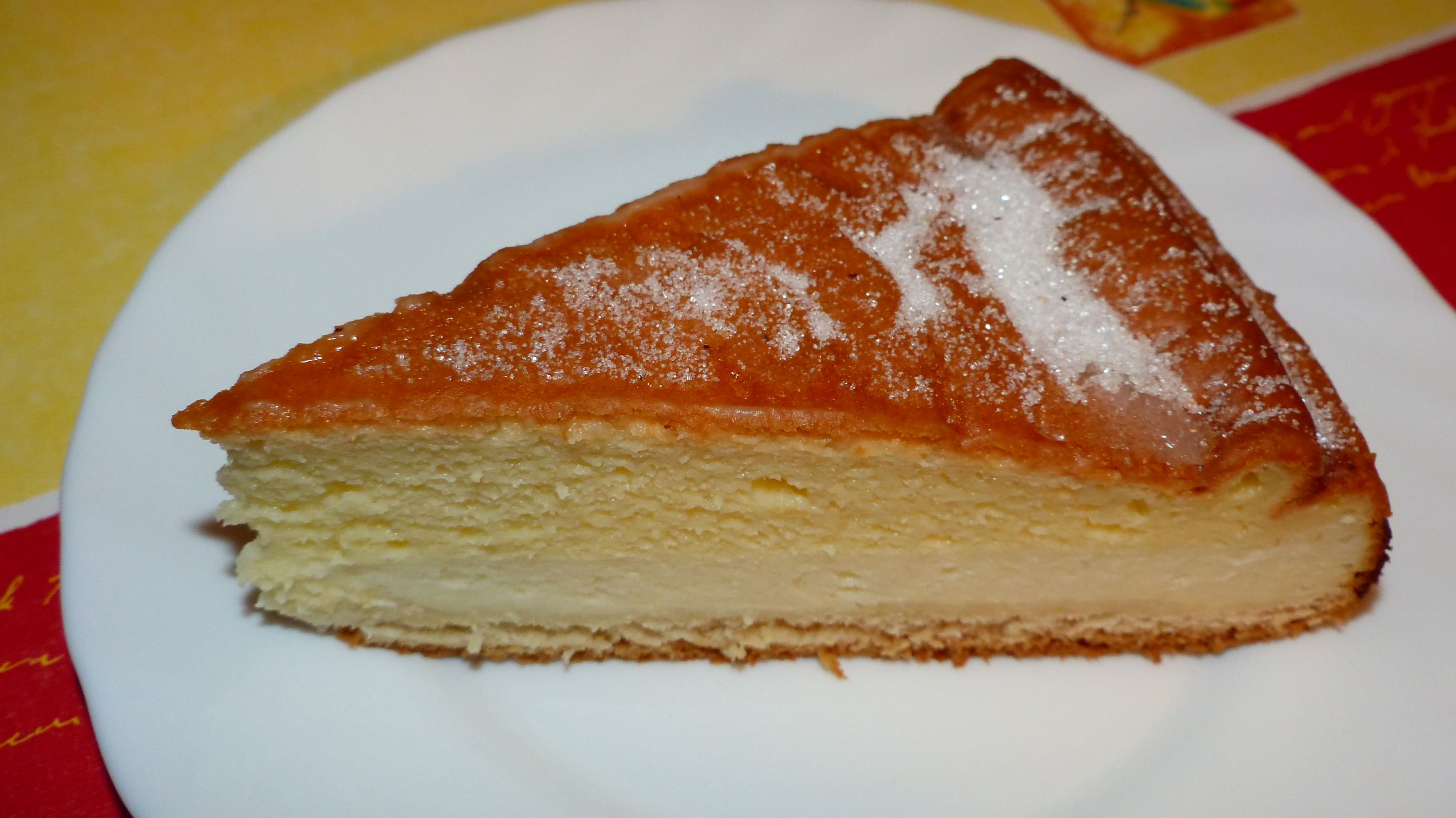
Eierschecke
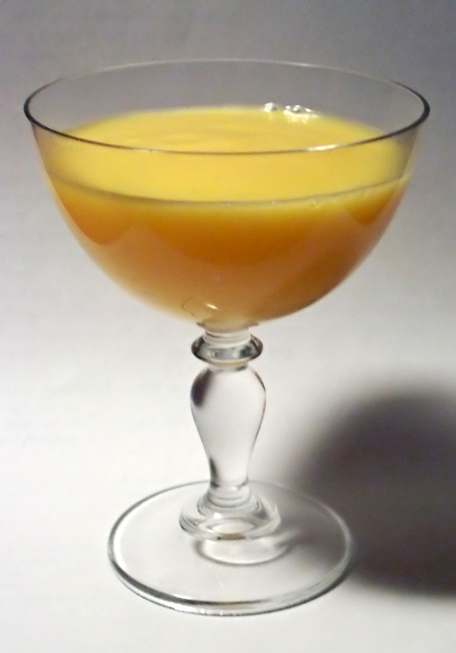
Eierlikör